# Malaltia de Whipple
La malaltia de Whipple és una malaltia infecciosa sistèmica rara causada pel bacteri Tropheryma whipplei. Descrita per primera vegada per George Hoyt Whipple el 1907 i considerada habitualment com un trastorn gastrointestinal, la malaltia de Whipple causa principalment malabsorció, però pot afectar qualsevol part del cos humà, inclosos el cor, el cervell, les articulacions, la pell, els pulmons i els ulls. La pèrdua de pes, la diarrea, el dolor articular i l'artritis són símptomes habituals, però la presentació pot ser molt variable en determinats individus i al voltant del 15% dels pacients no tenen els signes i símptomes estàndard.
La malaltia de Whipple és significativament més freqüent en homes, amb un 87% dels pacients diagnosticats de sexe masculí. Quan es reconeix i es tracta, la malaltia de Whipple es pot curar generalment amb teràpia amb antibiòtics a llarg termini, però si la malaltia no es diagnostica o no es pot tractar, en última instància pot ser mortal.